# اوتو اندر
اوتو اندر (انگلیسی: Otto Ender؛ ۲۴ دسامبر ۱۸۷۵ – ۲۵ ژوئن ۱۹۶۰) یک سیاست‌مدار اهل اتریش بود.